# 马克·韦恩加滕
马克·韦恩加滕（英語：Mark Weingarten）是一位美国现场混音师。他曾3次提名奥斯卡最佳音响效果奖，并在2017年第90届奥斯卡金像奖上因敦刻尔克而获得该奖。
自1987年起他曾参与超过80部电影的制作。除此之外他还因为电视剧白宫风云而获得艾美奖。

## 精选影视作品
获奖：
- 敦刻尔克 (2017)[1]

提名：
- 本杰明·巴顿奇事 (2008)[2]
- 社交网络 (2010)[3]
- 星际穿越 (2014)[4]